# Portulaca kuriensis
Portulaca kuriensis là một loài thực vật có hoa thuộc họ rau sam, Portulacaceae, là loài đặc hữu của Yemen. Môi trường sống tự nhiên của chúng là vùng cây bụi khô khu vực nhiệt đới hoặc cận nhiệt đới và vùng nhiều đá.